# Arrondissement Romorantin-Lanthenay
Romorantin-Lanthenay is een arrondissement van het Franse departement Loir-et-Cher in de regio Centre-Val de Loire. De onderprefectuur is Romorantin-Lanthenay.

## Kantons
Het arrondissement was tot 2014 samengesteld uit de volgende kantons:
- Kanton Lamotte-Beuvron
- Kanton Mennetou-sur-Cher
- Kanton Neung-sur-Beuvron
- Kanton Romorantin-Lanthenay-Nord
- Kanton Romorantin-Lanthenay-Sud
- Kanton Salbris
- Kanton Saint-Aignan
- Kanton Selles-sur-Cher

Na de herindeling van de kantons bij decreet van 21 februari 2014 met uitwerking op 22 maart 2015, omvat het arrondissement volgende kantons:
- Kanton Chambord (deel 9/23)
- Kanton Montrichard Val de Cher (deel 2/14)
- Kanton Romorantin-Lanthenay
- Kanton Saint-Aignan (deel 15/16)
- Kanton Selles-sur-Cher
- Kanton La Sologne